# ديفيد مكاي (ناشر)
ديفيد مكاي (بالإنجليزية: David McKay)‏ هو ناشر أمريكي، ولد في 24 يونيو 1860 في Dysart, Fife ‏ في المملكة المتحدة، وتوفي في 20 نوفمبر 1918.